# Teresa di Gesù Bacq
Teresa di Gesù Bacq, all'anagrafe Elisabetta (Parigi, 16 settembre 1826 – Parigi, 2 giugno 1896), è stata una religiosa francese fondatrice delle Suore di Nostra Signora della Mercede dette Mercedarie che fu proclamata Serva di Dio dalla Chiesa cattolica.

## Il culto
Il 13 ottobre 1994, a Roma, è stato aperto il processo informativo diocesano per la beatificazione della serva di Dio, che si è concluso, il 2 dicembre 1994.